# 井上泉 (政治家)
井上 泉（いのうえ いずみ、 1916年1月16日 - 2003年5月18日）は、日本の政治家。衆議院議員（7期）。

## 経歴
現在の高知県南国市出身。高等小学校卒業、1947年高知県稲生村（現南国市）村長、1951年高知県議会議員を経て、1967年の第31回衆議院議員総選挙に高知県全県区で日本社会党より立候補し初当選。以降、7期務める。1990年の第39回衆議院議員総選挙には立候補せず政界から引退した。
同年11月の秋の叙勲で勲二等に叙され。旭日重光章を受章する。
2003年5月18日、呼吸不全のため、高知県高知市の病院で死去した。87歳没。死没日をもって正四位に叙された。

## 人物
新東京国際空港（現成田国際空港）の一坪共有地の名義人の1人であった。帝銀事件の平沢貞通の釈放を求める「平沢貞通救援国会議員連盟」事務局長を務めた。